# Pietro Micca
Pietro Micca (registrato all'anagrafe come Pierre Micha, battezzato come Jo[ann]es Petrus Micha; in piemontese Pero Mica; Sagliano, 5 marzo 1677 – Torino, 30 agosto 1706) è stato un militare sabaudo.
Arruolato come soldato minatore nell'esercito sabaudo, è storicamente ricordato per l'episodio di eroismo nel quale perse la vita durante l'assedio francese del 1706, nel corso della guerra di successione spagnola.

## Biografia
Si sa poco sulla sua persona prima del gesto eroico, tranne che proveniva da famiglia modesta. Nacque dal matrimonio tra il muratore Giacomo Micca, nativo di Sagliano, oggi Sagliano Micca, piccolo centro della bassa Valle Cervo unito all'antica Andorno Cacciorna, oggi Andorno Micca, con Anna Martinazzo, originaria della frazione Riabella di San Paolo Cervo.
Il 29 ottobre 1704 sposò Maria Cattarina Bonino e ne ebbe il figlio Giacomo Antonio (1705-1733). Pietro Micca lavorò inizialmente come muratore, successivamente si arruolò nella compagnia minatori dell'esercito sabaudo, allora impegnato nella guerra di successione spagnola (1702-1714).
Nella notte tra il 29 e il 30 agosto 1706 – sul finire dell'assedio di Torino da parte dell'esercito francese – una squadra di granatieri nemici entrò nella galleria sotterranea "capitale alta" della Mezzaluna del Soccorso della Cittadella, dopo aver sopraffatto le sentinelle che la presidiavano. L'intento dei granatieri francesi era quello di raggiungere la galleria "capitale bassa" per danneggiarla e per tentare di minare la Mezzaluna del Soccorso, un'importante fortificazione della Cittadella che nei giorni precedenti non era stato possibile occupare. Intercettata la porta delle scale che avrebbe permesso la discesa, la trovarono sbarrata e iniziarono a sfondarla. Pietro Micca – conosciuto col soprannome di Passapërtut – era di guardia alla scala insieme ad un commilitone.
La cronaca di Giuseppe Maria Solaro della Margherita narra che i due soldati sentirono dei colpi di arma da fuoco e capirono che non avrebbero resistito a lungo: decisero così di far scoppiare una carica di polvere nera precedentemente collocata in una nicchia nella parete della scala, allo scopo di provocarne il crollo e non consentire il passaggio ai nemici.
All'esplosivo era applicato un tratto di miccia a rapida combustione ma, per dare il tempo a Pietro Micca e al suo commilitone di porsi in salvo, era necessario collegare a questa una miccia a lenta combustione. Ciò era compito dell'altro soldato che però, per l'umidità del luogo e l'emozione del momento, non riuscì nell'intento. A questo punto Pietro Micca, anziché fuggire, allontanò il compagno dicendogli, come riporta il Solaro della Margarita: "Togliti di lì, tu sei più lungo di un giorno senza pane! Lascia fare a me, salvati".
Detto questo diede fuoco a un tratto di miccia molto corto: se fosse stato più lungo, i francesi, ormai sul punto di sfondare la porta, lo avrebbero strappato evitando l'esplosione. Cercò comunque di mettersi in salvo correndo lungo la scala che portava al cunicolo sottostante. Aveva appena raggiunto la galleria del livello basso, quando avvenne l'esplosione. Questa demolì in parte la volta della scala, che si riempì di terra e di detriti. Tutti i granatieri francesi morirono e Pietro Micca fu repentinamente sbalzato a quaranta passi dalla scala, morendo per le gravi lesioni interne e per i gas venefici prodotti dall'esplosione. I resti furono tumulati in una fossa comune.
Il ritrovamento della scala fatta saltare da Pietro Micca avvenne nel 1958 grazie alle ricerche dell'allora capitano Guido Amoretti (1920-2008), appassionato archeologo e studioso di storia patria. Contribuirono alla scoperta il prof. Alessandro Molli Boffa e il fotografo Emilio Rosso. In seguito al ritrovamento, nel 1961 fu fondato il "Museo Pietro Micca e dell'assedio di Torino del 1706".
In una supplica inviata al duca Vittorio Amedeo II il 26 febbraio 1707, la vedova di Pietro Micca chiese una pensione. Nella richiesta è scritto che il marito eseguì un ordine del colonnello Giuseppe Amico di Castellalfero o agì: «invitato dalla generosità del suo animo a portarsi a dare il fuoco a detta mina, non ostante l'evidente pericolo di sua vita». La vedova Maria Cattarina Bonino ottenne un vitalizio di due pani al giorno e si risposò nel 1709 col disertore Lorenzo Pavanello, detenuto nelle carceri del Senato di Torino, da cui ebbe dei figli.

## Riconoscimenti

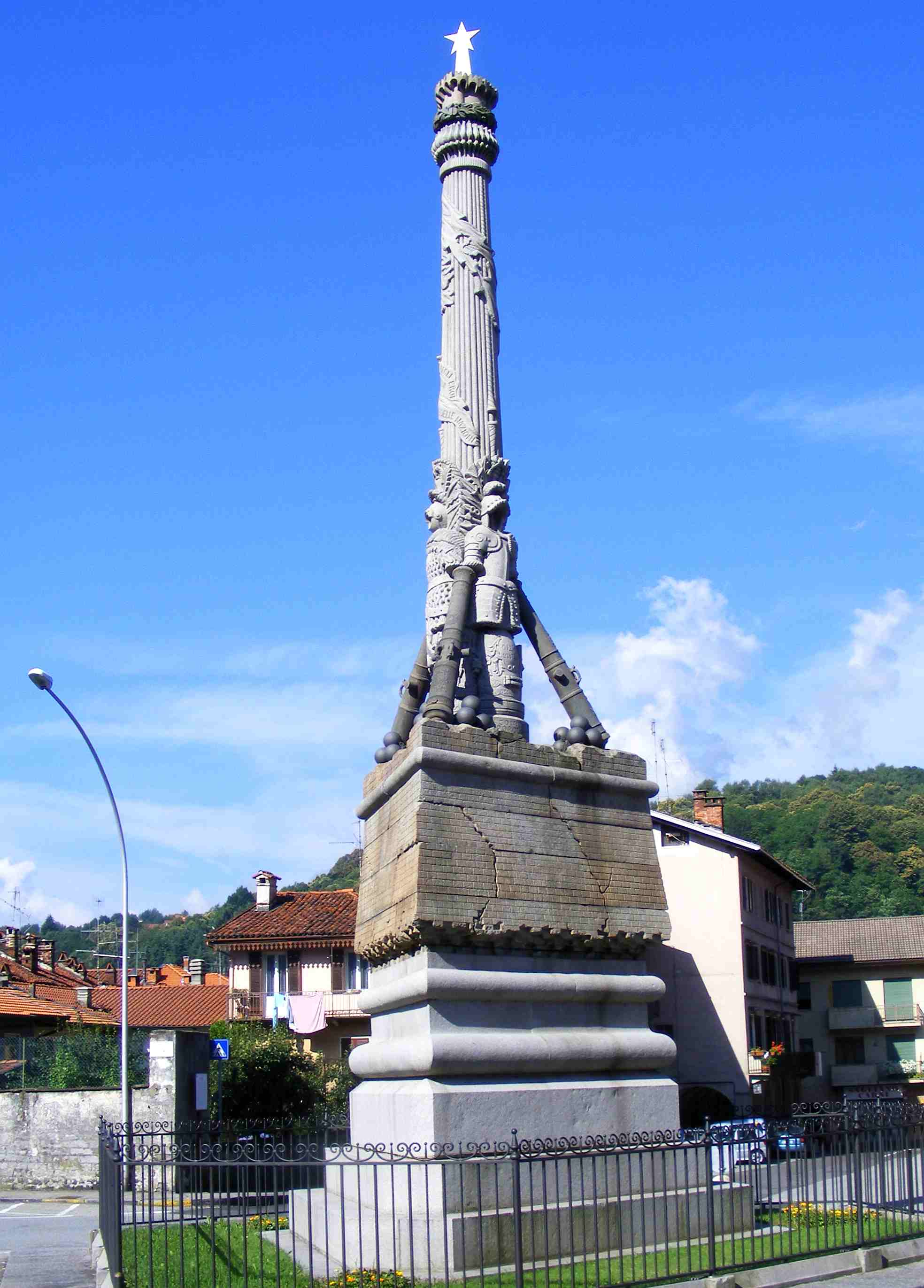
Il monumento a Sagliano Micca

Con molta probabilità, il primo letterato a citare Pietro Micca fu l'inglese Edward Gibbon, che visitò la Cittadella di Torino nel 1764; tuttavia l'esaltazione della figura dell'eroe iniziò con la pubblicazione nel 1781 del suo "elogio", scritto dal conte Felice Durando di Villa. Trovò la consacrazione nel 1828, con grandi festeggiamenti in onore di un Giovanni Antonio Micca (1758-1834), suo discendente indiretto, e l'esposizione del primo quadro rappresentante Pietro Micca, opera di Stefano Chiantore, ritrattista ufficiale del Regno.
A Sagliano esiste ancora la casa nativa, recentemente restaurata e situata all'interno di uno dei tipici cortili del Piemonte. Fu visitata da Garibaldi nel 1859, nel 1880 da Umberto I, che inaugurò il monumento di Micca nella piazza del paese, e nel 1906 dalla regina Margherita di Savoia.
Alla sua memoria il Comune di Torino ha intitolato nel 1897 la via omonima che collega la vicina piazza Solferino alla centralissima piazza Castello. Il museo a lui intitolato, diretto da Guido Amoretti dal 1961 al 2008, si trova a Torino, in via Guicciardini 7, a breve distanza dalla stazione ferroviaria di Porta Susa. La caserma dei carabinieri a lui intitolata si trova in via Beato Sebastiano Valfrè n. 5.
Preso come riferimento dalla massoneria, a Pietro Micca furono intitolate alcune logge massoniche in Piemonte; lo ricordano anche una famosa società sportiva biellese e una sezione torinese del Lions Club.

## La realtà storica
La ricostruzione dell'episodio che costò la vita a Pietro Micca è, ovviamente, congetturale. Si basa però su due elementi fondamentali: la cronaca del comandante dell'artiglieria Giuseppe Maria Solaro della Margherita, che riporta l'evento, e la scoperta della scala fatta saltare dal minatore piemontese, avvenuta nel 1958.
Sul fatto furono dati giudizi molto critici.
In effetti l'episodio ha subito nel tempo un'idealizzazione che lo ha arricchito di particolari privi di qualsiasi conferma storica. Già è storicamente dubbia l'identità dell'autore dell'esplosione, così come non è certo che la miccia fosse stata volutamente corta e non si sia trattato invece di un errore del minatore, che l'avesse appiccata di quella lunghezza per imperizia o a causa della concitazione e della fretta del momento. Inoltre è stata chiaramente valutata l'assenza di un reale pericolo grave per la sorte della città nel caso che l'episodio non fosse avvenuto: le gallerie erano troppo strette per lasciar passare un numero sufficiente di soldati nemici da mettere in pericolo la difesa della cittadella e molto probabilmente le guardie francesi, uscite all'aperto, si sarebbero trovate di fronte, in una posizione militarmente molto sfavorevole, i granatieri piemontesi a difesa della cittadella, che le avrebbero facilmente sopraffatte.
Questi giudizi, talvolta, recano imprecisioni rilevanti.
L'identità dell'autore dell'esplosione è certa; comprovata, fin dal 1707, dal cronista Francesco Antonio Tarizzo che cita: "trà i Minatori, uno d'Andorno per nome Pietro Mica" (perito con) "volontario sacrificio della sua vita".. Un'ulteriore prova è data dall'accoglimento della supplica presentata a Corte dalla vedova del Micca. Parlare di "un errore del minatore" è un po' avventato: Pietro Micca aveva consolidato, in un periodo di servizio ormai lungo, una notevole esperienza. Ammettere comunque che fosse stato travolto dalla concitazione del momento, non toglie nulla al fatto che egli non sia fuggito, ma abbia attivato l'esplosione per evitare l'irruzione nemica.
È vero che i francesi non avrebbero potuto raggiungere con successo la Cittadella percorrendo la galleria "capitale bassa" della Mezzaluna del Soccorso: sarebbero stati fermati dai soldati sabaudi. Tuttavia il loro intento era diverso: rendersi padroni del tratto del cunicolo sottostante la Mezzaluna del Soccorso per tentare di farla saltare in aria. Nonostante aspri combattimenti esterni, le truppe del Re Sole non erano riuscite ad occupare questa importante fortificazione.
Indubbiamente, in epoche successive, l'episodio fu idealizzato. Furono addirittura compiuti falsi storici per esaltare gli esiti dell'esplosione. Storici e scrittori minori ammantarono il fatto con invenzioni mirabolanti; tuttavia - liberata da ogni retorica - la figura di Pietro Micca si pone come quella di un soldato ligio alla consegna fino al sacrificio della vita.

## Letteratura, teatro, cinematografia
Nelle relazioni settecentesche, l'episodio di Pietro Micca è narrato senza esagerazioni. La sua figura e il suo operato vengono esaltati nell'Ottocento, soprattutto da chi lo considera l'archetipo del patriota risorgimentale, disposto a donare la vita pur di allontanare lo straniero dall'Italia.
Oltre all'elogio di Felice Durando di Villa e alla novella L'amor della patria di Francesco Soave del 1782, fu pubblicato nel 1847 il romanzo I tre alla difesa di Torino nel 1706 del catanese Domenico Castorina. Accenni a Pietro Micca si trovano nel libro Cuore di Edmondo De Amicis. Nella letteratura per ragazzi sono numerose le pubblicazioni che riguardano Pietro Micca. La rivista La Domenica dei fanciulli pubblicò in quattro puntate nel 1906 L'assedio di Torino nel 1706 di Paolo Dardana, cui seguì il romanzo Il figlio del granatiere di Tito Gironi. Nelle antologie scolastiche del Novecento erano frequenti i riferimenti alla figura di Pietro Micca.
Nel 1852 fu rappresentato al Teatro Carignano di Torino l'opera prima di Vittorio Bersezio Pietro Micca, dramma in cinque atti. Altri drammi dedicati a Pietro Micca e all'assedio di Torino del 1706 furono scritti da Domenico Lopez nel 1857, da Giovanni Fantini nel 1861, da Raimondo Barberis, in lingua piemontese, nel 1869, da Emilio Marengo nel 1874, da Felice Govean nel 1880. Nel 1871 fu rappresentato a Roma, al Teatro Apollo, il Pietro Micca, ballo in otto quadri, di Luigi Manzotti, con musiche di Giovanni Chiti, cui seguirono repliche in altre città, tra le quali quella alla Scala nel 1875.
Nel 1938 uscì il film Pietro Micca di Aldo Vergano, ispirato al romanzo I dragoni azzurri di Luigi Gramegna, in cui è interpretato da Guido Celano.
Pietro Micca è citato da Alberto Sordi nel film La grande guerra subito dopo la scena della granata, e in una canzone del gruppo cabarettistico milanese I Gufi, "Non spingete scappiamo anche noi".
Umberto Eco, nel Secondo diario minimo, descrive Micca come un antieroe vittima delle inefficienze dell'esercito, colpevole di averlo mandato a combattere con materiali inadatti, collaboratori inefficienti e raccomandati, e incapace di comunicare correttamente ai sottoposti le variazioni di comando (che avrebbero reso non necessario il tentativo di far saltare la galleria sotto le postazioni francesi). Nel 1973 Eco "intervistava", nelle Interviste Impossibili di Radio Tre, Pietro Micca, interpretato dall’attore Felice Andreasi, per la regia di Andrea Camilleri.
Nel 1864, in vista dell'inaugurazione del monumento a Pietro Micca posto di fronte del Mastio della Cittadella, Luigi Rocca (cofondatore del Circolo degli Artisti di Torino) scrisse un inno in lingua piemontese dedicato all'eroe subalpino, la cui esecuzione fu però proibita dal ministro della guerra.

## Iconografia
- Ritratto dipinto da Stefano Chiantore, 1828, Roma, Museo dell'Istituto Storico e di Cultura dell'Arma del Genio
- Erma scolpita da Giuseppe Bogliani, 1837, Torino, Museo Pietro Micca e dell'assedio di Torino del 1706
- Pietro Micca, minatore torinese, in atto di incendiare la polvere per far saltare in aria sé ed i nemici e così liberare la patria sua, dipinto di Giulio Piatti, 1843, Torino, Palazzo Reale
- Pietro Micca d'Andorno mette il fuoco alla mina con la certezza di perire MDCCVI, dipinto di Michele Cusa, 1843, Torino, basilica di Superga
- Pietro Micca nel punto di dar fuoco alla mina volge a Dio e alla Patria i suoi ultimi pensieri, dipinto di Andrea Gastaldi, 1858, Torino, Galleria civica d'arte moderna e contemporanea
- Monumento dello scultore Giuseppe Cassano, 1864, Torino, corso Galileo Ferraris, di fronte al Maschio della Cittadella
- Monumento dello scultore Giuseppe Maffei, 1880, Sagliano Micca
- Il rinvenimento del cadavere di Pietro Micca, Luigi Di Giovanni, 1884, Torino, Galleria civica d'arte moderna e contemporanea
- Francobollo emesso dalle Poste Italiane nel 1977 in quindici milioni di esemplari (disegno di Giuseppe Ascari)

## Galleria d'immagini

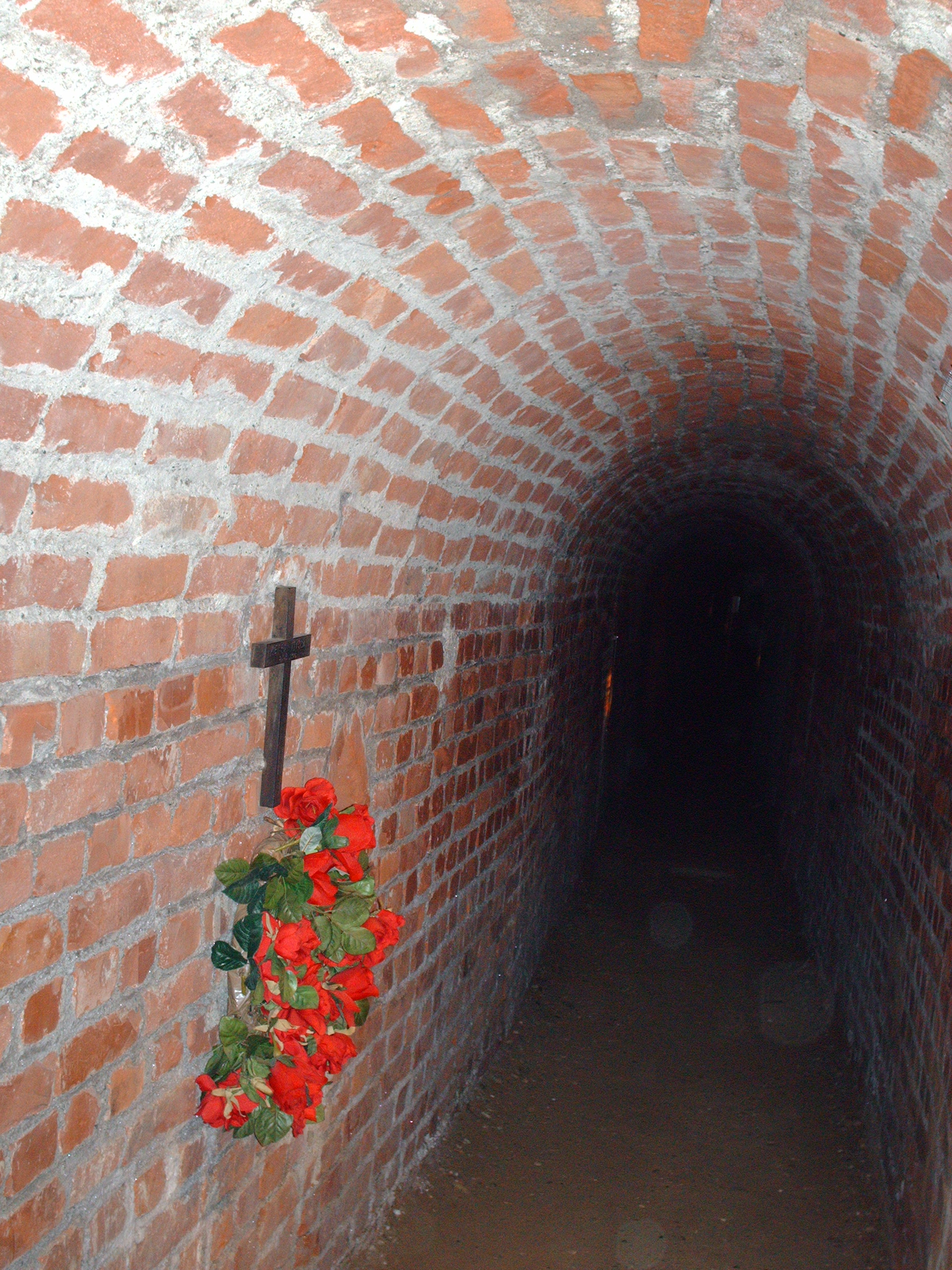
La croce e la corona di fiori che segnano il luogo in cui fu ritrovato il corpo di Pietro Micca
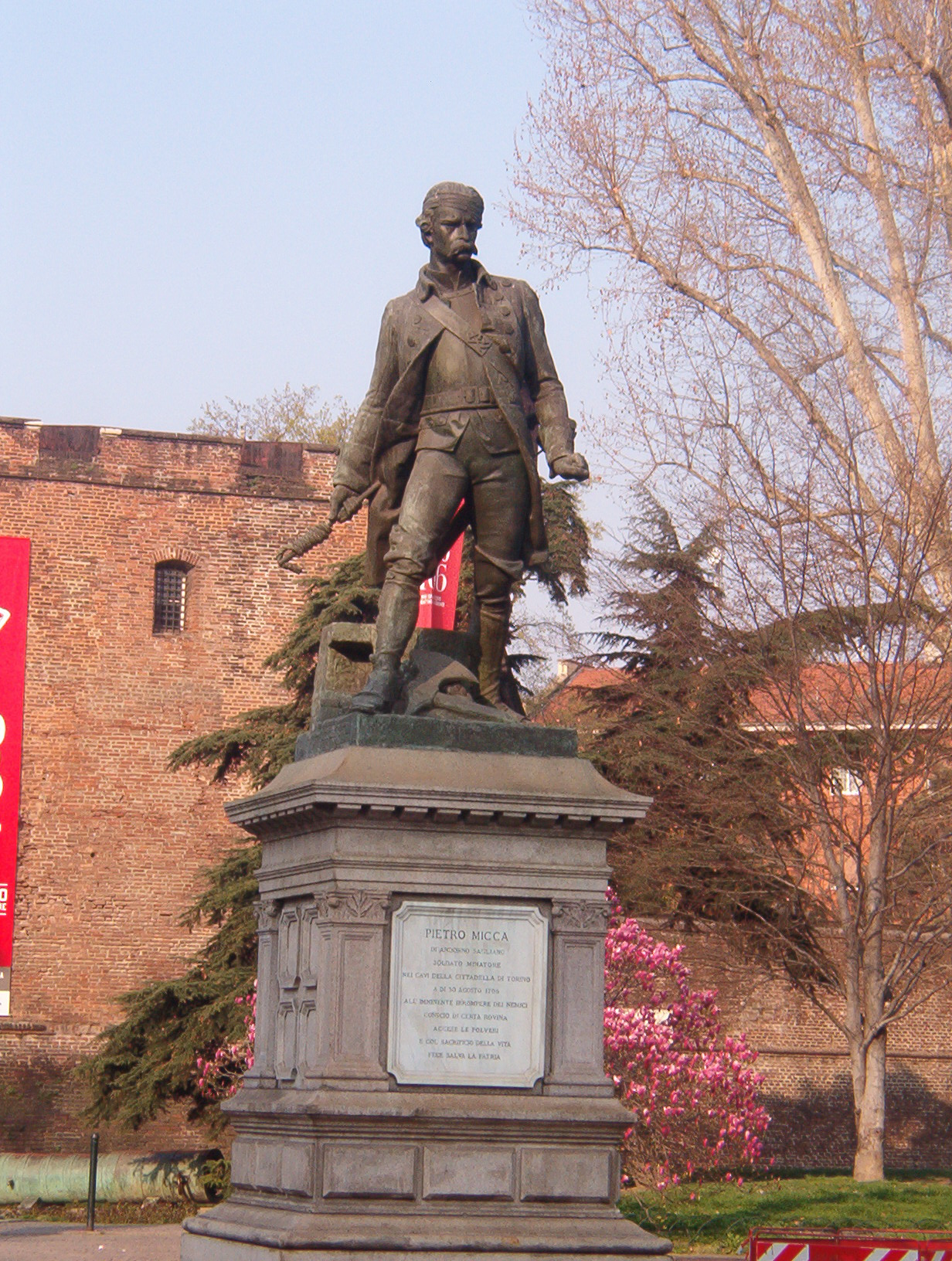
Statua dedicata a Pietro Micca davanti al Mastio della Cittadella di Torino
Statua di Pietro Micca, illuminazione realizzata da Guido Chiarelli negli anni '60
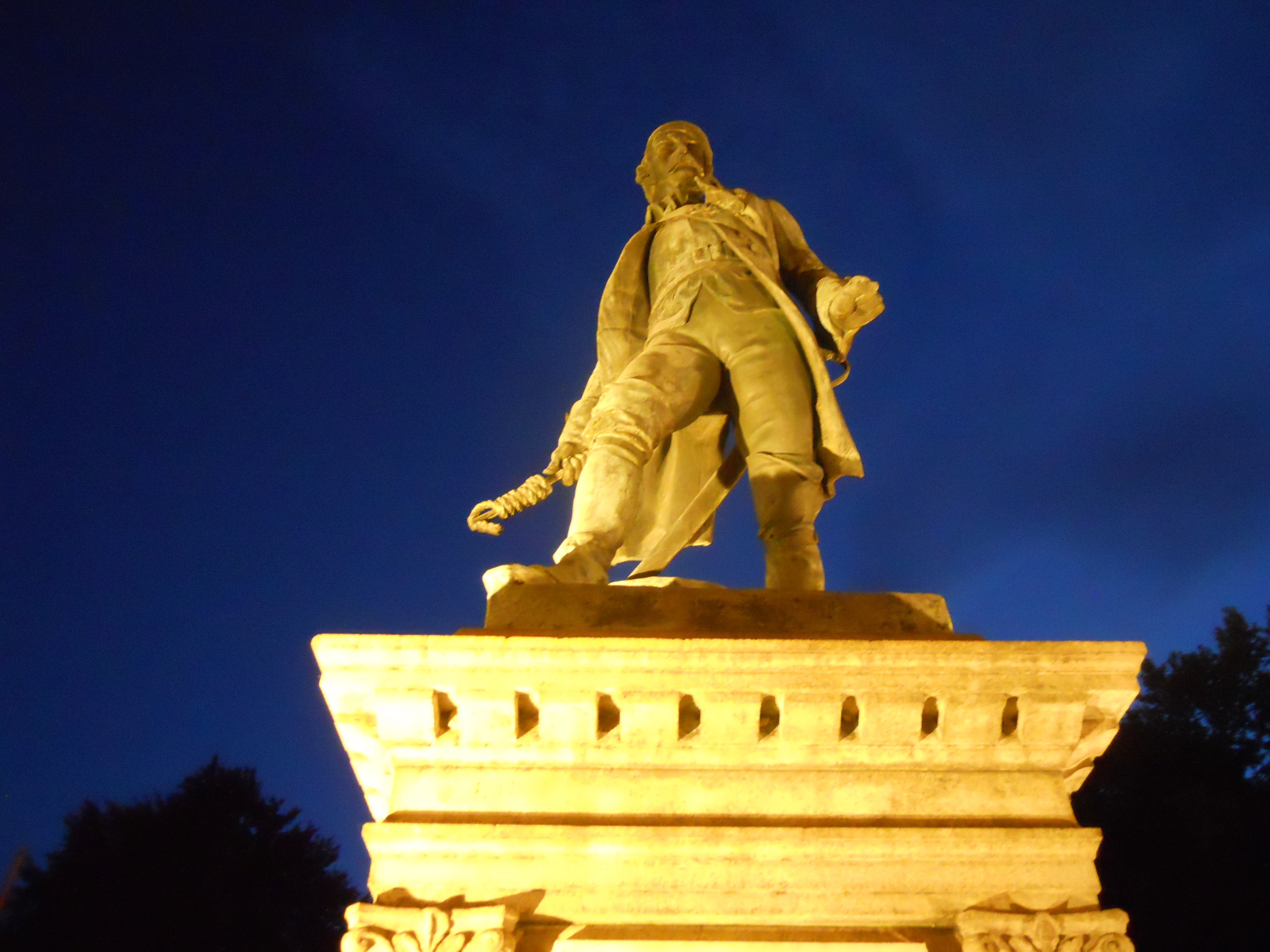
Statua a Pietro Micca in notturna